# Diario Diez
El Diario Deportivo Diez, o simplemente Diario Diez, es un diario digital hondureño de información deportiva, centrado en el fútbol, tanto nacional como internacional, aunque también da cobertura al resto de deportes. Pertenece al grupo editorial Organización Publicitaria S.A., mismo al que pertenecen La Prensa, El Heraldo y la revista Estilo. Se trata del primer diario deportivo de Honduras, fundado el 27 de mayo de 2006. Su presidente y fundador es el empresario Jorge Canahuati Larach, que dirige el Grupo OPSA.

## Historia
Fundado en la ciudad de San Pedro Sula el 27 de mayo de 2006, Diario Diez tiene sus oficinas en el edificio de La Prensa, ubicado en el Barrio Guamilito. Desde sus inicios, Diario Diez tuvo una distribución diaria de su periódico en formato tabloide. El 26 de marzo de 2008 se creó su sitio web. En 2013, se creó su formato radial, Diez Radio, que transmitió su programa a través de su página web durante dos años; para 2015, el programa pasó a ser transmitido en la radio nacional, en la emisora Exa FM. El 17 de enero de 2018, se creó su programa de televisión, llamado Diez TV, que se transmite a través del canal GO TV, propiedad también de Grupo OPSA. Durante 13 años, Diario Diez circuló de forma diaria en formato impreso, hasta el 15 de febrero de 2019, que se anunció el fin de su circulación impresa para convertirse en un diario completamente digital.

## Secciones
- La Selección: En ella se encuentran todas las novedades referentes a la selección nacional de Honduras.
- Legionarios: Se enfoca en todo lo relacionado con los jugadores de fútbol hondureños que juegan en el extranjero: su rendimiento personal, así como los resultados del equipo al que pertenecen.
- Liga Nacional: Dedicada únicamente a la cobertura de partidos, transferencias y todo tipo de noticias de la Liga Nacional de Fútbol de Honduras.
- Segunda División: Enfocada en la Liga de Ascenso de Honduras, la segunda división de fútbol de Honduras.
- MLS: Da noticias relacionadas con la Major League Soccer (MLS), la primera división de fútbol de Estados Unidos.
- Fútbol Mexicano: Noticias sobre la Primera División de México y la Selección Nacional de México.
- Centroamérica: Noticias variadas de las ligas de fútbol y las selecciones nacionales de El Salvador, Costa Rica, Panamá y Nicaragua.
- Internacionales: Sección enfocada en partidos, transferencias y noticias de las ligas más importantes del mundo, como la Premier League, la Primera División de España, la Serie A, entre otras.
- Champions League: Resultados y noticias relacionadas con la Champions League.
- No todo es fútbol: Noticias nacionales e internacionales relacionadas con deportes que no son fútbol.
- Diez Gaming: Especializada en videojuegos, donde se encuentran noticias y reseñas de videojuegos.
- Farándula: Sobre farándula y escándalos que rodean al mundo del deporte.
- Noticias del Mundo: Comparte noticias no relacionadas al deporte, pero que son de incumbencia general del público.